# Търпо Жагров
Търпо Лазаров Жагров е български революционер, деец на Вътрешната македоно-одринска революционна организация.

## Биография
Жагров е роден в 1881 година в костурското село Косинец, тогава в Османската империя, днес Йеропиги, Гърция. В 1900 година се присъединява към ВМОРО и работи като легален деец. В 1902 година заминава на гурбет в Азия. При подготовката на въстание всички гурбетчии получават нареждане да се въоръжат и да се върнат веднага по родните си места. Жагров си купува пушка и се връща в Косинец. Обучават го селският войвода Лаки Каранче и Щерю Щеревски. По аферата с убийството на трима шпиони от районния воевода Васил Чакаларов Жагров е арестуван и жестоко изтезаван, след което е освободен. През март 1903 година четата на Борис Сарафов е обсадена в Смърдеш и Жагров участва в селската милиция, притекла се на помощ в в сражението. По време на Илинденско-Преображенското въстание през лятото на 1903 година е четник в центровата чета на Атанас Кършаков. Участва в нападението над помашкото село Жервени, в сражението при Билища, в сражението над Дъмбени, в сражението при Апоскеп, в прекъсването на телеграфните жици от Бейбунар до Кулата.
След потушаването на въстанието и опожаряването на Косинец емигрира в Свободна България.
На 15 март 1943 година, като жител на Варна, подава молба за българска народна пенсия, която е одобрена и пенсията е отпусната от Министерския съвет на Царство България.